# Файрмайер, Леон
Леон Марк Эрмин Файрмайер (29 июня 1820, Париж — 1 апреля 1906, там же) — французский энтомолог, специалист преимущественно по жесткокрылым. Президент Энтомологического общества Франции.

## Биография
Изучал право в университете, но из-за французской революции 1848 года бросил учёбу и работал в государственной администрации. Страстный коллекционер.
Собрал огромную коллекцию жесткокрылых, сопоставимую с коллекцией Пьера Франсуа Эме Огюста Дежана (1780—1845). Коллекция жесткокрылых Леона Файрмайера классифицируется как исторический памятник Франции. Его коллекции хранятся в Национальном музее естественной истории в Париже.
Леон Файрмайер — автор около 450 научных работ и других публикаций, относящихся к жесткокрылым.
Исследовал также полужесткокрылых.
В 1886 году первым описал Crossotus strigifrons (под первоначальным названием Dichostates strigifrons). В 1968 году включён в состав рода Crossotus.
В 1888 году им был впервые научно описан вид Ясеневая изумрудная узкотелая златка
Многие виды жесткокрылых были названы в его честь (по биологической номенклатуре вторая часть биномена именуется «fairmairei»). Среди них: Acalymma fairmairei Baly (1886), Agrianome fairmairei  Montrouzier (1861), Cyrtonus fairmairei Rosenhauer (1856), Exosoma fairmairei Jacoby (1895), Galerucella fairmairei Laboissiere (1922), Mordella fairmairei Pic (1908), Mordellistena fairmairei Csiki (1915), Pentispa fairmairei Chapuis (1877), Prasocuris fairmairei Brisout (1866), Theopea fairmairei Duvivier (1885).
В 1854 году — президент Энтомологического общества Франции, в 1902 году, после 60 лет членства, в 1893 году стал почётным президентом Энтомологического общества Франции.